# 55892 Фучжоуґеджі
55892 Фучжоуґеджі (55892 Fuzhougezhi) — астероїд головного поясу, відкритий 1 грудня 1997 року.
Тіссеранів параметр щодо Юпітера — 3,252.